# منطقة أبيي

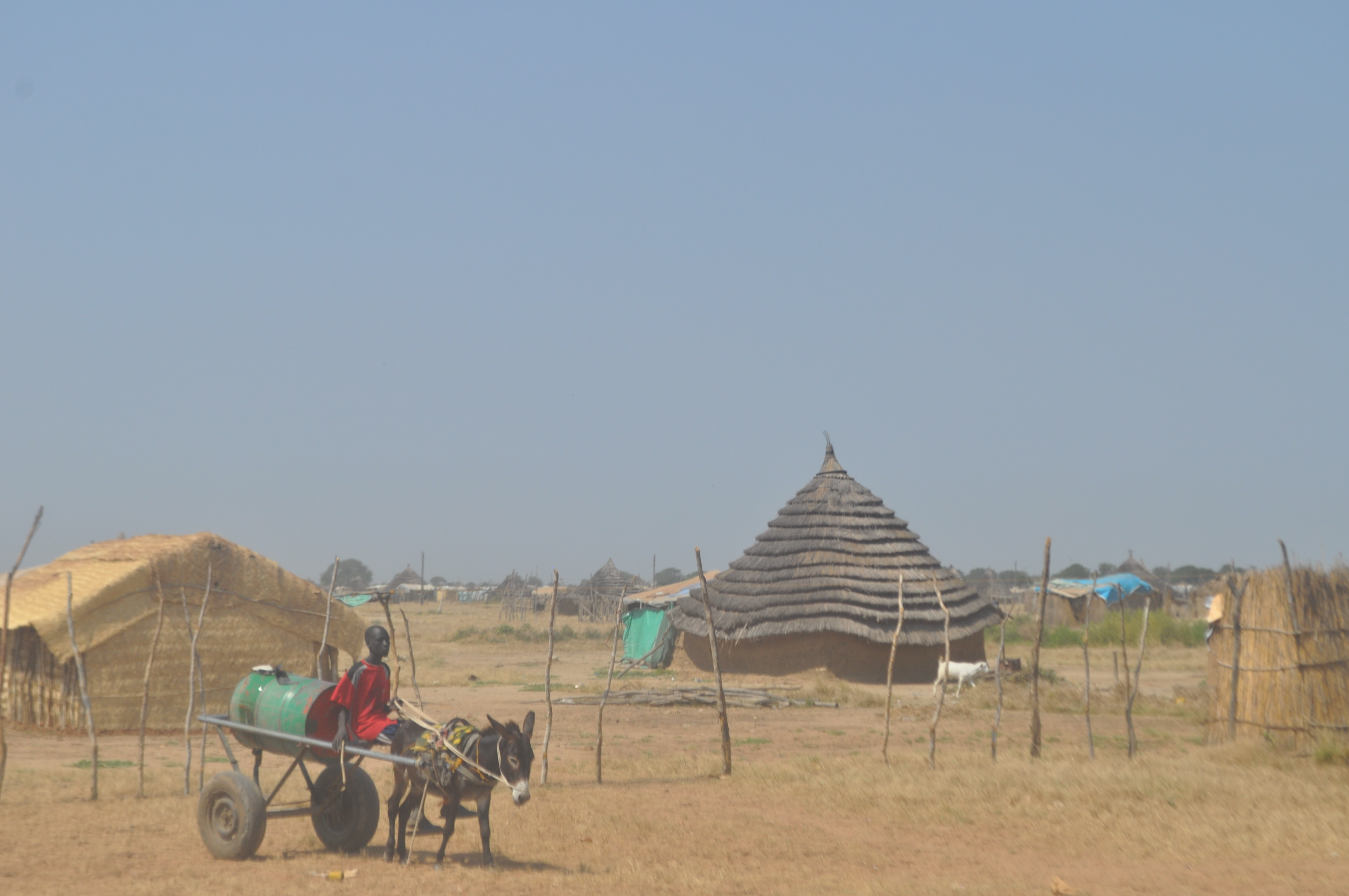

أبيي منطقة سودانية حصلت على وضع خاص ضمن اتفاقية السلام الشامل بين حكومة السودان والحركة الشعبية لتحرير السودان. كانت تابعة لولاية غرب كردفان التي تم حلها بعد توقيع اتفاق السلام. سكانها مزيج من قبائل المسيرية العربية والزنوج، وهي تعد جسرا بين شمال السودان وجنوبه. أصبحت تبعية هذه المنطقة الغنية بالنفط محل نزاع بين الحكومة والحركة الشعبية.

شمال السودان
دارفور
جنوب السودان (أجري أجري استفتاء بعام 2011)
أبيي (لإجراء الاستفتاء العام في 2011)
جبال النوبة والنيل الأزرق (سيتم عقد مشاورات شعبية (لتطوير الحكم الفيدرالي) بخصوصها عام 2011)

## السكان
تسكن فيها عشائر قبيلة الدينكا نقوك التسعة
الخلاف بين الشمال والجنوب في منطقة آبيي يدور حول قبيلة المسيرية العربية التي يقول الجنوبيون أن هذه القبيلة ليست مستقرة في آبيي بل تقوم بالانتقال إلى آبيي للرعي لمدة بضعة أشهر كل عام ثم تهاجر شمالا بقية العام أما وجهة النظر الشمالية فتقول أن آبيي هي أرض المستقر للمسيرية وأن هذه القبيلة تهاجر شمالا بسبب الظروف المناخية التي تؤثر على المراعي ثم تعود إلى آبيي
وما تزال هذه القضية غير محسومة بين الشمال والجنوب بسبب مطالبة الجنوبيون بعدم منح قبائل المسيرية حق التصويت .

## أعلام
- دينق ألور